# Správní obvod obce s rozšířenou působností Dačice
Správní obvod obce s rozšířenou působností Dačice je od 1. ledna 2003 jedním ze tří správních obvodů rozšířené působnosti obcí v okrese Jindřichův Hradec v Jihočeském kraji. Zahrnuje 2 města (Dačice a Slavonice) a dalších 21 obcí. Města Dačice a Slavonice jsou zároveň obce s pověřeným úřadem.

## Seznam obcí
Poznámka: Města jsou vyznačena tučně.
- Báňovice
- Budeč
- Budíškovice
- Cizkrajov
- Červený Hrádek
- Český Rudolec
- Dačice
- Dešná
- Dobrohošť
- Heřmaneč
- Horní Meziříčko
- Horní Němčice
- Horní Slatina
- Hříšice
- Kostelní Vydří
- Peč
- Písečné
- Slavonice
- Staré Hobzí
- Studená
- Třebětice
- Volfířov
- Županovice

## Obyvatelstvo
| Rok  | Obyv.  | ± %    |
| ---- | ------ | ------ |
| 1869 | 26 909 | —      |
| 1880 | 27 273 | +1,4 % |
| 1890 | 27 151 | −0,4 % |
| 1900 | 27 114 | −0,1 % |
| 1910 | 26 772 | −1,3 % |

| Rok  | Obyv.  | ± %     |
| ---- | ------ | ------- |
| 1921 | 26 164 | −2,3 %  |
| 1930 | 25 030 | −4,3 %  |
| 1950 | 20 899 | −16,5 % |
| 1961 | 21 356 | +2,2 %  |
| 1970 | 20 850 | −2,4 %  |

| Rok  | Obyv.  | ± %    |
| ---- | ------ | ------ |
| 1980 | 21 030 | +0,9 % |
| 1991 | 20 662 | −1,7 % |
| 2001 | 20 308 | −1,7 % |
| 2011 | 19 120 | −5,8 % |
| 2021 | 17 979 | −6 %   |